# Бохенек, Кристина

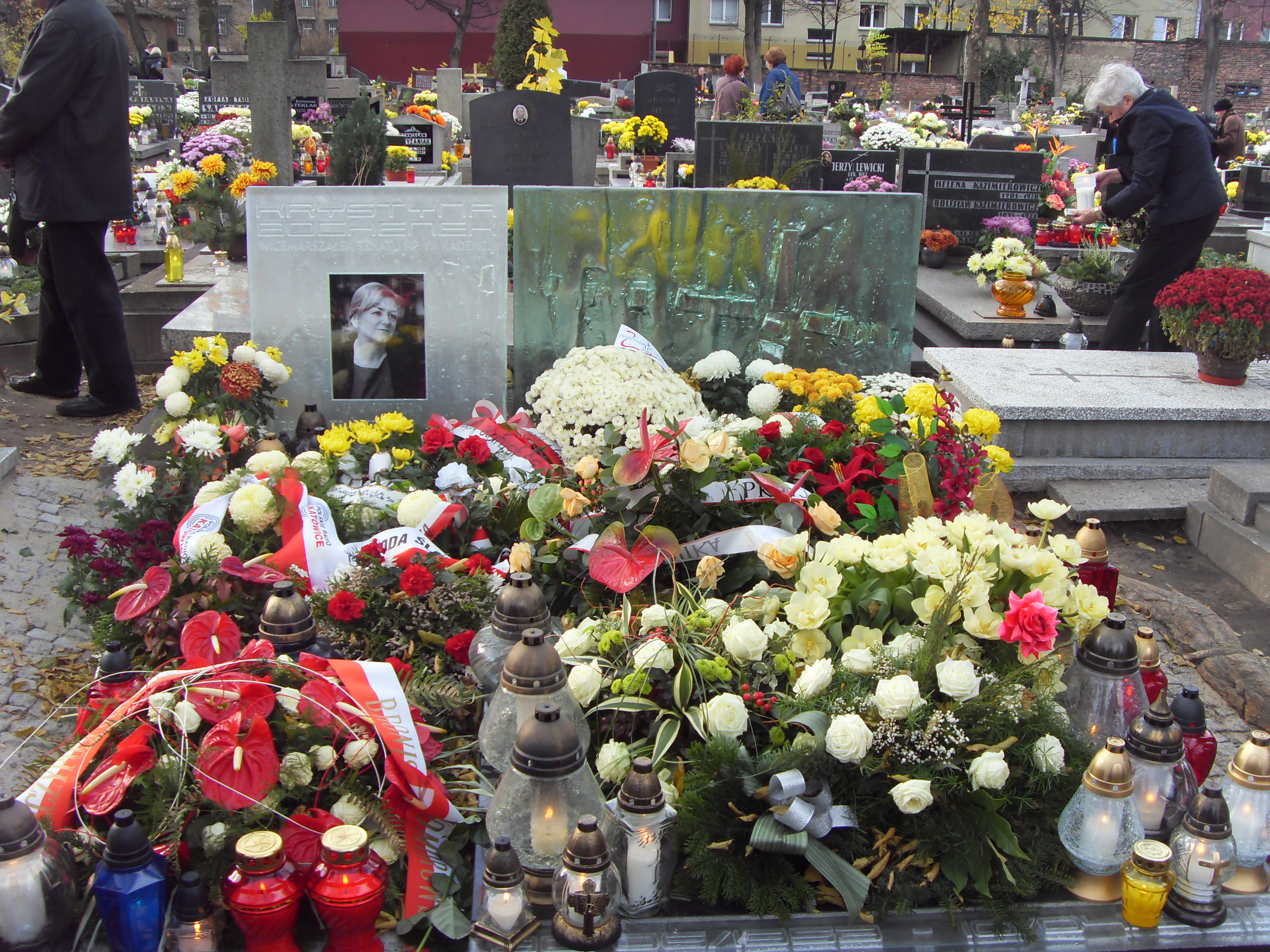
Могила Кристины Бохенек, Кладбище на улице Сенкевича, Катовице, Польша

Кристи́на Мари́я Бохе́нек (пол. Krystyna Maria Bochenek; 30 июня 1953, Катовице, Силезское воеводство — 10 апреля 2010, Смоленск, Россия) — польский журналист, политик, вице-маршал Сената Республики Польша, представитель в нём партии Гражданская платформа, сотрудник лингвистической комиссии «Совет польского языка». Входила в состав Совета по польскому языку при Президиуме Польской академии наук, была председателем Комиссии по языку в средствах массовой информации. Погибла вместе с президентом Польши в авиакатастрофе под Смоленском в 2010 году. 

## Биография
Кристина Боченек родилась в городе Катовице, там же окончила школу и продолжила обучение в Силезском университете. 
В 1976 году она стала журналистом польского радио Катовице. Много лет работала с прессой и телевидением. Специализировалась на популяризации культуры польского языка и популяризации здорового образа жизни.  Кристина подготовила почти тысячу часов программ о здоровье, в том числе для «Медицинского журнала» на радио, была соавтором телепрограммы «Здоровье». 
В 2006 году Боченек инициировала постановление Сената об установлении 2006 года Годом польского языка. Она организовала научные конференции по темам законодательства на польском языке, политики на польском языке, была организатором Фестиваль польского языка 2006, который проходил под патронажем Маршала Сената Богдана Борусевича, в котором приняли участие 5000 человек.
Она была главой Силезского стипендиального фонда. Работала вице-президентом программного совета международного канала общественного телевидения Польши TVP Polonia.  
Считается создателем традиции проведения Общепольского диктанта. 
Погибла в России в авиакатастрофе при крушении самолёта Ту-154 близ города Смоленска.

## Личная жизнь
Она была замужем за кардиохирургом Анджеем Боченеком, от которого у нее было двое детей (Томаш и Магдалена. 

## Награды
- Медаль Комиссии народного образования
- Золотая медаль «За заслуги в культуре Gloria Artis»
- Командор со звездой ордена Возрождения Польши, 2010 год (посмертно)[4]
- Премия им. Кароля Мярки, 2007

## Память
В 2010 году именем Кристины Боченек была названа польская школа в Пояна Микули на Буковине (Румыния) и начальная школа в Скочове в Польше. В 2011 году посвященная ей памятная доска была открыта в здании Комплекса средних школ № 1 в Катовицах и памятная доска на факультете польской филологии Силезского университета в Катовицах. 